# Bichon
Bichon er navnet på en gruppe selskabshunde , som består af racerne bichon frisé, Bichon Havanais, Bichon Bolognese og Malteser. Racerne Løwchen og Coton de Tulear regnes også nogle gange som en del af bichon-gruppen. Bichonerne nedstammer fra Barbet-hunden, som også er forgænger til pudlen. Bichoner har ofte været kælehunde i nogle af de europæiske hof.

## Racerne

### Malteser
Malteser er utvivlsomt gammel, og hunde af denne art, med langt hår og hænge ører, var forbundet de antikke græske og romerske tider til den ene af de to øer med det romerske navn Melita (Malta eller Mljet). I tidligere billeder af racen, er den vist med bølget pels, mere typisk for Bichon'er, og det er først her for relativt nylig, at en helt glat-pelset Malteser har udviklet sig som type. Romerne udvalgt en ren hvid pels fra de meget tidlige mangefarvede Malteser-lignende hunde. Malteser har støt bevaret sin popularitet gennem århundreder, i modsætning til de andre Bichon.

### Bichon frisé
Den moderne bichon frisé blev skabt ved at kombinere Tenerife med pudler og Barbets for at fremelske en bichon med en pels, der er tæt krøllet, snarere end bølget - deraf det fulde franske navn Bichon a poil Frisé. Bichon frisé er en meget munter race, som let kan ses af den måde halen muntert krøller højt op bagdel. De var meget på mode i det 16. århundrede i Frankrig. De er populære i dag i Storbritannien, Italien, Frankrig og Nordamerika.

### Coton de Tulear
Tenerife rejste også til Réunion for at udvikle sig til den nu uddøde Coton de Reunion, som derefter rejste til nærliggende Madagaskar og blev Coton de Tulear. Det er en af de få moderne racer, der er udviklet gennem naturlig udvælgelse, og derfor kommer den i en vifte af farver

### Bolognese
Bolognese var allerede ved at blive udviklet som en toy hund, så tidligt som i det 11. århundrede i Bologna, Italien. En favorit gave ved hoffet, den lille hund rejste til steder som Spanien, Belgien, Frankrig, Rusland (som en gave til Katarina den Store) og Østrig. De findes kun i ren hvid.

### Havanese
Bichon Havanais eller Havanese, synes at nedstammer fra en række små, Bichon-type hunde, der rejste sammen med spanske og italienske sejlere til Cuba. De blev muligvis avlet med en nu uddød puddelhunde type fra Sydamerika for at fremelske den bølgede pels, som også var silkeagtig, men det kan være, at det simpelthen er en tilfældig chance for genetik. I udseende, foretrækker opdrættere et "naturlig" look, så alle farver mulige. Det er en sjælden hunderace.

### Løwchen
Løwchen er en gåde. Selvom den klassisk betragtes som en Middelhavs Bichon hund, viser forskning i oprindelsen af hunden at den måske ikke har passeret gennem Middelhavsområdet overhovedet på sin rejse til de nuværende oprindelses lande Tyskland og Holland. Det er muligt, at racen havde noget Bichon blod, eller at det simpelthen er en terrier type fra Tibet med ingen forbindelser overhovedet til Bichon'er. Den har et typisk venlig Bichon temperament. Den kommer i alle farver.

### Russkaya tsvetnaya bolonka
Specielt i Rusland blev andre Bichon'er udviklet. Efter tilbagetrækning af Napoleons hær, blev efterladte Bichon'er primært Bolognese og Bichon Frisé, avlet til en unik race kaldet Franzuskaya Bolonka. Efter Anden Verdenskrig blev den franske Bolonka avlet med pudler og silkeblød terriere såsom Yorkshire Terrier til at fremelske en lille hund med en multi-farvet, lange, bølget pels, kaldet Tsvetnaya Bolonka eller Mangefarvet Bichon. Indtil for nylig, var disse racer ukendte uden for Tyskland og Rusland.  